# Antropopoiesi
Il termine antropopoiesi è un concetto antropologico che indica i vari processi di auto-costruzione dell'individuo sociale, in particolare dal punto di vista della modificazione del corpo socializzato, nonché i vari processi di costruzione del patrimonio culturale di ogni gruppo umano. 

## L'antropopoiesi nell'antropologia contemporanea
L'antropopoiesi ha trovato applicazioni nell'antropologia contemporanea di matrice francese e italiana.
Il quadro teorico che fa da sfondo a tale concetto è l'idea antica dell'uomo come essere incompleto, ovvero dal comportamento non largamente predeterminato dal patrimonio genetico. L'essere umano si completa quindi solo con l'acquisizione della cultura.
L'antropopoiesi è vista al contempo sia come antropogenesi e sia come "rinascita" dell'uomo in quanto essere sociale e fabbricazione di "modelli e finzioni d'umanità". Le pratiche sociali e culturali fabbricano così l'uomo mediante costrizioni di carattere rituale e istituzionale. Un esempio potrebbe essere il caso della circoncisione, pratica diffusa in molti riti di passaggio sia tra i fedeli dell'islam e dell'ebraismo, che presso società e culture tradizionali.
Si tratta dunque di una ripresa aggiornata dell'idea, molto antica almeno in Occidente, dell'incompletezza umana, dell'uomo organicamente incompiuto, in particolare per come l'ha argomentata da ultimo Clifford Geertz (1988).

Partendo dalla filosofia greca e passando per quella classica tedesca, in particolare per Johann Gottfried Herder (1784) e nel Novecento per Arnold Gehlen (1940), per Geertz l'uomo «è l'unico animale vivente che abbisogni di progetti (culturali), per il fatto di essere l'unico animale vivente la cui storia evolutiva è stata tale che il suo essere fisico è stato modellato in misura significativa dall'esistenza di tali progetti e che sia perciò irrevocabilmente basato su di essi».

Infatti, «noi siamo animali incompleti o non finiti che si completano e si perfezionano attraverso la cultura – e non attraverso la cultura in genere, ma attraverso forme di cultura estremamente particolari: dobuana e giavanese, hopi e italiana, di classe superiore e inferiore, accademica e commerciale».

L'uomo però non si completa ‘in generale’, ma solo nelle varie culture particolari: «essere umani […] non significa essere un qualsiasi uomo: vuol dire essere un particolare tipo d'uomo […] A Giava, ad esempio, […] la gente dice chiaro e tondo: “Essere umani è essere giavanesi”. I bambini piccoli, gli zoticoni, i sempliciotti, i pazzi, quelli apertamente immorali si dice che sono ndurung djawa, “non ancora giavanesi”».

Tutto questo significa che 
Tra il modello culturale, il corpo e il cervello fu creato un effettivo sistema di retroazione in cui ciascuno foggiava il progresso dell'altro, un sistema del quale l'interazione tra l'uso crescente degli attrezzi, la mutante anatomia della mano e la espansione della rappresentazione del pollice sulla corteccia cerebrale è soltanto uno degli esempi più vistosi.

Sottomettendosi alla guida di programmi simbolicamente mediati per produrre manufatti, organizzare la vita sociale o esprimere emozioni, l'uomo determinò, anche se inconsciamente, le fasi culminanti del suo destino biologico. Letteralmente, anche se senza saperlo, creò se stesso.»